# Georgina Spelvin
Georgina Spelvin (eredetileg Michelle Graham) (Houston, Texas, 1936. március 1. –) amerikai pornószínésznő. Kisebb erotikus filmszerepek után viszonylag későn, 37 évesen vált közismertté, amikor főszerepet kapott Gerard Damianónak, az 1972-es Mély torok (Deep Throat rendezőjének második hardcore pornófilmjében, a nagy sikerű The Devil in Miss Jones-ban (1973), amelyet a műfaj klasszikusának tartanak. A hardcore pornófilmezés korai korszakának egyik nevezetes szereplője. Mintegy 15 hardcore pornófilm-szerep „teljesítése” után 1983-ban visszavonult a kemény szexiparból. Ezután főleg „normál” játékfilmekben szerepelt, közben polgári foglalkozását is gyakorolta (számítógépes grafikusként dolgozott) nyugdíjba vonulásáig, 2001-ig.

## Élete

### Ifjúkora, első szereplései
Michelle Graham a texasi Houstonban született. Gyermekkorában átvészelt egy gyermekbénulás-fertőzést, de felépült, és táncosnőnek és énekesnőnek tanult. Hivatásos kóristaként egy New York-i kórusban énekelt. A Broadway több színházának musical produkcióiban is szerepelt (Guys and Dolls, Sweet Charity, The Pajama Game stb.) 
Első filmszerepét 1957-ben, 21 éves korában kapta, André Hunebelle francia rendező könnyed leszbo-erotikus filmjében, a Les collégiennes-ben (A kollégistalányok). egy toplessben megjelenő névtelen leányzót alakított.  A filmet Franciaországban forgatták, az Egyesült Államokban The Twilight Girls cím alatt forgalmazták.  Ugyanebben a filmben debütált a 14 éves Catherine Deneuve (* 1943) is, egy kis mellékszerepben, még eredeti nevén, Catherine Dorléac-ként.  Michelle az 1960-as évek végén – már Georgina Spelvin álnéven – mellékszerepeket kapott Joel M. Reed rendező Career Bed és Sex by Advertisement című kommersz szexkomédiáiban (sexploitation films).

### Pornófilmes karrierje
Michelle Graham ekkoriban kezdte használni a Georgina Spelvin álnevet, ami színpadi színészek által gyakran használt univerzális álnévnek, a „George Spelvin”-nek női formája volt. Filmjeiben Michelle sok más álnevet is használt. Kedvét lelte „beszélő” álnevek kitalálásában: pl. Claudia Clitoris, vagy Ona Tural (utóbbi a francia au naturel-ből).
Barátja, Harry Reems pornószínész bemutatta őt Gerard Damiano filmrendezőnek, aki korábban a mainstream filmiparban működött, de „átigazolt” a pornó műfajhoz. Damiano rendezte 1972-ben a korai pornó egyik sikerfilmjét, a Mély torok-ot, Linda Lovelace főszereplésével. Ennek átütő sikerét látva Damiano újabb hardcore filmbe fogott. 1973-ban megrendezte The Devil in Miss Jones c. pornófilmet, amelynek főszerepét, Justine Jones-t Michelle alakíthatta, már Georgina Spelvin művésznéven. Filmbeli partnerei John Clemens, Marc Stevens és Judith Hamilton (Clair Lumiere) voltak, egy mellékszerepben megjelenik maga a rendező, Gerard Damiano is. Judith Hamilton és Michelle a magánéletben is szoros érzelmi kapcsolatba kerültek egymással. „Miss Jones” sikere Georgina Spelvint egy csapásra pornósztárra avatta, meghozva számára a nagy áttörést és a világhírt.
A következő évtizedben, Georgina Spelvin sorra kapta a szerepeket, 1973–83 között több, mint 70 kemény pornófilmben szerepelt. Ez az időszak volt a pornóipar „aranykora”, a Golden Age of Porn vagy Porn Chic, amikor a nemi úton terjedő, nehezen gyógyítható betegségek gyors terjedésének veszélye még nem került be a széles köztudatba. Georgina Spelvin 1974-ben a Joseph W. Sarno által rendezett Deep Throat II-ben Linda Lovelace-szal, Harry Reems-szel és Jamie Gillis-szel együtt szerepelt. Ugyanebben az évben Al Adamson rendező kis-költségvetésű szexfilmjéhez, a Girls For Rent-hez Georgina Spelvin tervezte a jelmezeket, emellett főszerepét is játszott benne Susan McIverrel és Rosalind Miles-szal együtt.
Az 1970-es években Michelle tartós leszbikus élettársi kapcsolatban élt Judith Hamilton (Clair Lumiere) pornószínésznővel,
akivel több szexfilmben együtt is szerepeltek (The Devil in Miss Jones, 3 A.M., Journey of O., Lip Service, Mount Of Venus, Sleepy Head, stb.)
1983-ban, 47 éves korában Georgina Spelvin abbahagyta a pornófilmezést, több kolléganőjéhez hasonlóan, tartva a HIV fertőzés veszélyétől. Utolsó hardcore filmje az 1983-ban készült Between Lovers volt, Henri Pachard rendezésben, ahol Jessie St. James-szel és John Leslie-vel együtt szerepelt.

### Későbbi pályafutása
Miután felhagyott a pornófilm-készítéssel, Michelle Graham józan módon polgári foglalkozást keresett magának, kitanulta a számítógépes grafikusi szakmát. E munkával szerzett rendszeres jövedelmet egészen 2001-ig, 65 éves koráig, amikor nyugdíjba ment.  1985-ben házasságot kötött az (akkor) 56 éves John Welsh színész–íróval (* 1939), akivel később Los Angelesbe költözött. 
Közben normál játékfilmekben esetenként továbbra is vállalt és kapott normál (nem szex-)szerepeket. A pornósztár bőréből azért nem bújt ki teljesen: A Rendőrakadémia és a Rendőrakadémia 3. c. filmvígjátékokban prostituáltat alakított, szövegeiben egyértelmű célzások esnek az orális szexre is (bár nyílt színen természetesen nem mutatják be). Az ismert pornósztár szerepeltetése gyümölcsözően megnövelte a mainstream filmek Egyesült Államokbeli nézettségét. Normál színésznői szerepeket kapott az 1989-es Bad Blood és az 1997-es Next Year in Jerusalem c. játékfilmekben. Tv-sorozatok egy-egy epizódjában is feltűnt, így a Dream On tv-sorozatban (1995.) és a The Lost World tv-sorozat 3. évadának 2. részében, a Michael Carson által rendezett Legacy-ban, Abigail Layton szerepében (2002).
Idősebb korában egy-egy normál (szexmentes) mellékszerepet vállalt egy-egy nagyobb költségvetésű pornófilmben. Korábbi pornószínésznő-kollégája, Veronica Hart 1999-ben megrendezte a Still Insatiable c. pornó-videófilmet, amelyben feltűnnek a veteránok: Georgina Spelvin, Veronica Hart, Marilyn Chambers és Ron Jeremy, bár a film már az új, 1970-es születésű színész-generáció tagjait, Kylie Ireland-et, Juli Ashtont és Stacy Valentine-t avatta pornósztárrá.
2004-ben cameo-megjelenést kapott a nagy sikerű The Devil in Miss Jones videó-újrafeldolgozásában, a Paul Thomas által rendezett The New Devil in Miss Jones c. pornófilmben (Vivid Video). Georgina Spelvin csak a filmes történet hátterében jelent meg, mint vécésnéni (bathroom attendant). A film igazi sztárjai már itt is a fiatalok, Savanna Samson, Jenna Jameson és Roxanne Hall voltak. 
2005-ben Fenton Bailey és Randy Barbato Mély torok mélyén (Inside Deep Throat) címmel dokumentumfilmet készített a 2002-ben balesetben elhunyt Linda Lovelace-nak, a Mély torok főszereplőjének életéről. Ebben – Dennis Hopper, Larry Flynt, Erica Jong, Norman Mailer és Hugh M. Hefner mellett – a pályatárs, Georgina Spelvin is nyilatkozott.
2008 májusában, 72 éves korában, saját kiadásban közreadta önéletrajzi írását, The Devil Made Me Do It, (kb. „Ördög bújt belém, hogy ezt tettem”). Egy internetes videó-klipet is készített, amelyen a könyv megjelenéséről tudósította rajongóit.
A 73 éves Georgina Spelvin megjelenik a Massive Attack együttes Paradise Circus c. 2009-es számának videófelvételén (rendező: Toby Dye). A zenés klip hátterét a fiatal Miss Jones 1973-as filmbeli jelenetei adják, amelyeket a szex szépségéről valló idős színésznő szavai foglalnak keretbe. 

### Testi adatai (aktív éveiben)
Testmagassága: 162,5 cm (5 láb 4 ". Testsúlya 54 kg (118 font). Testméretei: 89D-61-91,5 cm (35B-24-36 ". Szeme barna, haja fekete. Bőrszíne fehér, barnás tónusú, keblei természetesek, általános megjelenése délvidéki (latina) hatást mutat.

## Filmjei
| - 1968: Sex by Advertisement - 1969: Career Bed - 1973: The Devil in Miss Jones - 1973: Devil’s Due (Anya Walters néven) - 1973: The Birds and the Beads - 1973: Sleepy Head - 1973: Honeymoon Suite - 1973: The Russians Are Coming - 1973: Teachers and Cream - 1973: Erotic Memoirs of a Male Chauvinist Pig - 1973: High Priestess of Sexual Witchcraft - 1973: The New Comers - 1973: Flip Chicks - 1973: Lecher (Cherry Grame néven) - 1973: Guess Who’s Coming - 1973: Over Sexposure - 1973: Bedroom Bedlam - 1974: Lip Service - 1974: Fringe Benefits (Dr. Tessy Tighttwat néven) - 1974: Fongaluli - 1974: Intensive Care - 1974: Deep Throat II - 1974: The Private Afternoons of Pamela Mann - 1974: Girls for Rent (más címen: I Spit on Your Corpse) - 1974: Wet Rainbow - 1974: Happy Days - 1975: Fantasy in Blue - 1975: Tarz & Jane Cheeta & Boy - 1975: 3 A.M. | - 1975: The Mount of Venus - 1975: All the Way - 1976: The Journey of O - 1977: The Jade Pussycat - 1977: Desires Within Young Girls - 1978: Erotic Adventures of Candy - 1978: Take Off - 1978: Easy - 1978: Honky Tonk Nights - 1978: El Paso Wrecking Corp. - 1978: Love Airlines - 1979: Babylon Pink - 1979: Fantasy (Lady Gloria as Miss Georgina Spelvin) - 1979: For Richer for Poorer - 1979: Tropic of Desire - 1979: The Ecstasy Girls - 1980: Sensual Encounters of Every Kind - 1980: Mystique - 1980: Urban Cowgirls - 1981: Indecent Exposure - 1981: Ring of Desire - 1981: The Seven Seductions - 1981: The Dancers - 1981: Country Comfort - 1982: Center Spread Girls - 1982: Garage Girls - 1982: The Devil in Miss Jones Part II - 1983: Between Lovers porno - 1983: When She Was Bad porno - 1999: Still Insatiable (videó) - 2005: The New Devil in Miss Jones (cameo-szerep) | - 1957: Les collégiennes (The Twilight Girls) - 1974: Bible! (erotikus) - 1984: Rendőrakadémia (prostituált) - 1986: Rendőrakadémia 3. – Újra kiképzésen - 1989: Bad Blood - 1989: Return to Justice - 1994: Red Ribbons (videó) - 1995: Dream On (tv-sorozat) - 1997: Next Year in Jerusalem - 1998: Famous Again - 2002: The Lost World (tv-sorozat), Legacy c. rész, rendező Michael Carson (Abigail Layton szerepében). |

## Díjai
Georgina Spelvin több díjat és elismerést is kapott, többségüket pornográf filmszerepeiért:
- 1976 AFAA-díj a legjobb női mellékszereplőnek a Ping Pong-ban.[21]
- 1977 AFAA-díj a legjobb női szereplőnek a Desires Within Young Girls-ban.[21]
- 1978 AFAA-díj a legjobb női mellékszereplőnek a Take Off-ban.[21]
- 1979 AFAA-díj a legjobb női mellékszereplőnek az Esctacy Girls-ben.[21]
- 1980 AFAA-díj a legjobb női mellékszereplőnek az Urban Cowgirls-ben.[21]
- 1981 AAFAA-díj a legjobb női szereplőnek a Dancers-ben.[21]
- AVN Hall of Fame[22]
- Legends of Erotica[23]
- XRCO Hall of Fame[24]
- 2006: Jelölés az AVN-díjra a legjobb nem-szex szereplőnek The New Devil in Miss Jones videóváltozatban.[25]

### Általában
- Hivatalos oldal
- Georgina Spelvin az Internetes Szinkronadatbázisban (magyarul)
- Georgina Spelvin az Internet Movie Database-ben (angolul)
- Georgina Spelvin az AlloCiné weboldalán (franciául)
- Georgina Spelvin Profile. famousfix.com. (Hozzáférés: 2032. július 15.)

- Georgina Spelvin oldala az IAFD honlapján.
- Georgina Spelvin oldala az AFDB honlapján.
- Georgina Spelvin filmjei, videói.
- Georgina’s World Hivatalos honlapja (Georginasworld.Com) vagy GeorgieSpelvin.Combr/>Georgina Spelvin hivatalos web-oldala
- Georgina Spelvin MySpace oldala.
- Robert Cettl szemléje a The Devil Made me do it c. önéletrajzról.
- Georgina Spelvin életrajza, filmjei (Spybee.com).
- Georgina Spelvin életrajza, képei (Premium Pornstar.Com, 2009. szeptember 5.)
- Interjú Georgina Spelvinnel.
- Georgina Spelvin életrajza, clipek.
- Walter W. Wacht: Massive Attack, Video, »Paradise Circus« feat, Hope Sandoval, NSFW. Spexmagazin online, Spex.de (németül)

### Videóclipek
- Luke Ford információi Georgina Spelvinről
- Georgina Spelvin első mozifilm-jelenete 1957-ből a YouTube-on.
- Georgina Spelvin jelenete az 1984-es Rendőrakadémia c. filmvígjátékból.
- Georgina Spelvin jelenete az 1986-os Rendőrakadémia 3. c. filmvígjátékből.
- Paradise Circus, Georgina Spelvin 1973–2009. (a Massive Attack klipje, 2009).